# 秦皇島港股份
秦皇島港股份有限公司 （港交所：03369，上交所：601326）是一間於香港交易所主板上市的中國內地港口碼頭營運商。秦皇島港股份主要業務為營運秦皇島的港口，包括秦皇島港、曹妃甸港及黃驊港。大股東為河北港口集团有限公司。

## 历史
2013年11月，秦皇島港股份在香港進行公開招股，招股價為5.25至6.7港元，集資43.6至55.6億港元，集資所得主要用作發展黃驊港。秦皇島港股份引入了中融國際信托、中煤能源（香港）、中交國際（香港）、中國大唐海外（香港）、國電燃料、浙江能源旗下的香港興源投資及太平財產保險共7名基礎投資者。

## 外部連結
- 秦皇島港股份 （页面存档备份，存于）
- 秦皇島港股份招股章程 （页面存档备份，存于）